# Owain ap Cadwgan
Sir Owain ap Cadwgan (* um 1085; † 1116) war ein Fürst des walisischen Fürstentums Powys. Er war ein Sohn des Fürsten Cadwgan ap Bleddyn und dessen Frau Gwenllian, einer Tochter von Gruffydd ap Cynan. 
1106 tötet er seine entfernten Cousins Griffri und Meurig, zwei jüngere Söhne von Trahern ap Caradog. Zu Weihnachten 1108 oder 1109 überfällt Owain Cenarth Bychan, eine Burg des anglonormannischen Adligen Gerald of Windsor. Er erobert und zerstört die Burg und raubt Geralds Frau, die walisische Fürstentochter Nest ferch Rhys. Die Tat wurde später sagenhaft verklärt, so dass der genaue Tathergang nicht mehr sicher ist, und ob es sich bei der Burg um Cilgerran oder Carew Castle handelte, ist bis heute umstritten. 
Als Folge dieser Tat vertrieben seine Cousins Madog und Ithel ap Rhiryd im Auftrag der Anglonormannen seinen Vater aus Powys und Ceredigion, worauf Owain nach Irland flüchtete. 1110 kehrte er nach Powys zurück und überfiel zusammen mit seinem Cousin Madog ap Rhiryd Siedlungen der anglonormannischen und flämischen Siedler, wobei sie William of Brabant, einen Anführer der flämischen Siedler töteten. Sie wurden daraufhin von ihrem Onkel Iorwerth ap Bleddyn, der Nachfolger seines Bruders als Herrscher von Powys geworden war, aus Powys vertrieben. Owain flüchtete erneut nach Irland, während sein Vater Cadwgan erneut aus Ceredigion, das er kurzfristig wieder erlangt hatte, vertrieben wurde. Nach der Ermordung seines Onkels Iorwerth und seines Vaters Cadwgan 1111 durch Madog ap Rhiryd durfte Owain nach Powys zurückkehren und erhielt von den Anglonormannen die Herrschaft über den größeren Teil des Landes. 1113 ergriff sein Onkel Maredudd ap Bleddyn, der Befehlshaber seiner Leibwache, den flüchtigen Madog und lieferte ihn an Owain aus. Owain ließ den Mörder seines Vaters und seines Onkels blenden und überließ Maredudd als Belohnung die Herrschaft über einem Teil von Powys.
Als der englische König Heinrich I. 1114 einen Feldzug nach Wales führte, musste sich Owain dem König unterwerfen und ihn anschließend in die Normandie begleiten. Dort wurde er vom König zum Ritter geschlagen und durfte 1115 nach Wales zurückkehren. Auf Befehl des Königs beteiligte sich Cadwgan 1116 an der Suche und Verfolgung des aufständischen Gruffydd ap Rhys, des Fürsten von Deheubarth. Bei Carmarthen traf er auf Gerald of Windsor und einer Truppe flämischer Siedler, die ihn aus Rache töteten. 

## Nachkommen
Owain hatte von Nest zwei Söhne, Llywelyn und Einion. Nach seinem Tod kehrte Nest mit den Kindern zu Gerald de Windsor zurück. 